# Clavette
Clavette ist eine französische Gemeinde mit 1.423 Einwohnern (Stand: 1. Januar 2022) im Département Charente-Maritime in der Region Nouvelle-Aquitaine. Sie gehört zum Arrondissement La Rochelle, zum Kanton La Jarrie und ist Mitglied im Gemeindeverband La Rochelle Agglomération. Die Einwohner werden Clavettais genannt.

## Geografie
Clavette liegt etwa zehn Kilometer ostsüdöstlich von La Rochelle in der historischen Landschaft Aunis. Umgeben wird Clavette von den Nachbargemeinden Saint-Rogatien im Norden und Westen, Montroy im Norden und Osten, Saint-Médard-d’Aunis im Osten, Saint-Christophe im Südosten, La Jarrie im Süden sowie La Jarne im Südwesten.

## Bevölkerungsentwicklung
| Jahr                      | 1962 | 1968 | 1975 | 1982 | 1990 | 1999 | 2008 | 2013 | 2019 |
| Einwohner                 | 298  | 309  | 319  | 438  | 592  | 711  | 955  | 1306 | 1438 |
| Quelle: Cassini und INSEE |      |      |      |      |      |      |      |      |      |

## Sehenswürdigkeiten
- Kirche Notre-Dame-de-l'Assomption (siehe auch: Liste der Monuments historiques in Clavette)

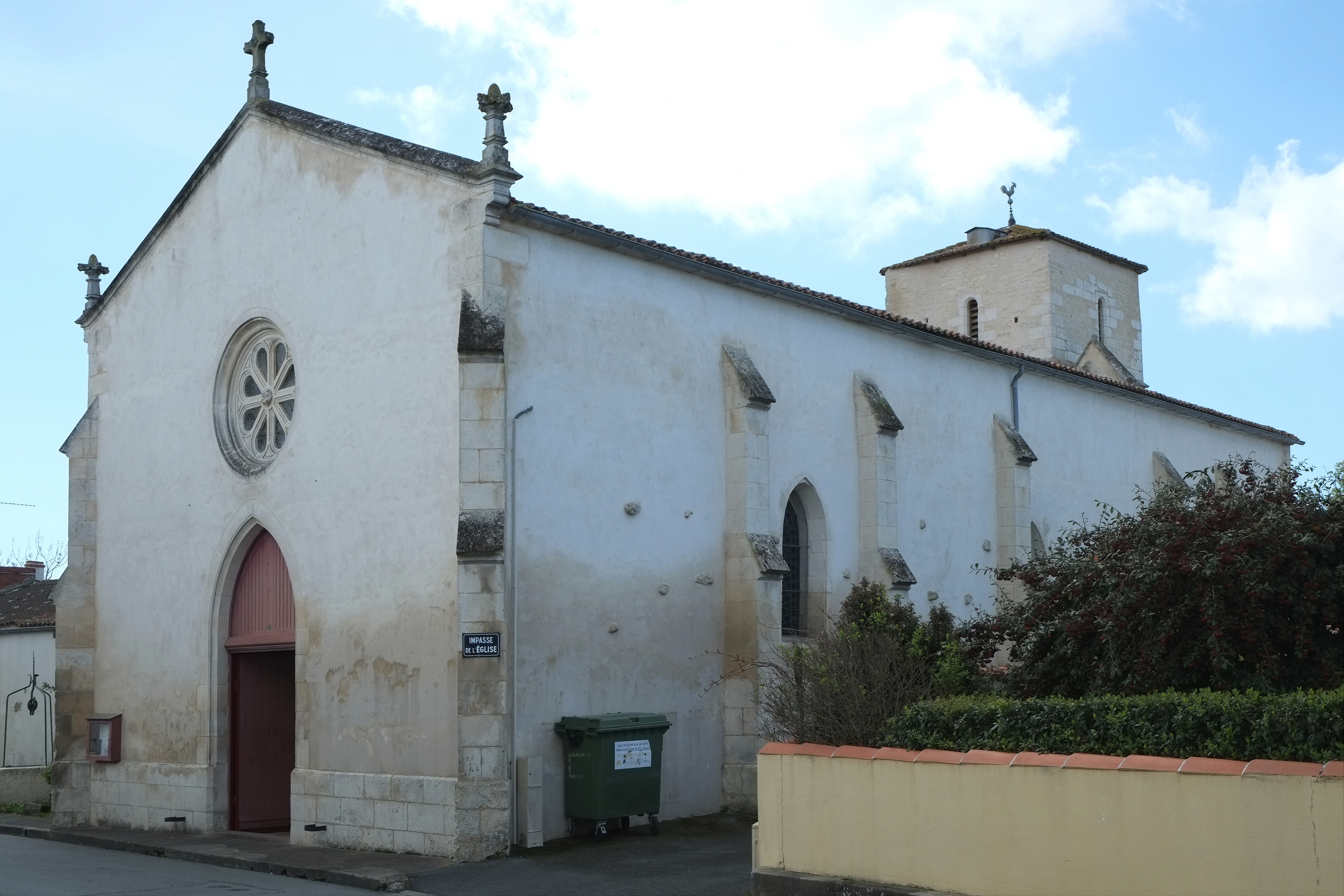
Kirche Notre-Dame-de-l'Assomption